# Гото (острови)
Гото (на японски: 五島列島, Gotō-rettō: „архипелагът на петте острова“) е архипелаг, съставен от над 30 острова, разположен в североизточната част на Източнокитайско море, край западния бряг на остров Кюшу, владение на Япония. Площта му е 645 km². Най-големите острови са: Фукуе (326,45 km²), Накадори (168,42 km²), Хисака (37,35 km²), Вакамацу (30,99 km²), Нару (23,82 km²). Релефът е предимно хълмист с максимална височина до 463 m (на остров Фукуе). Климатът е влажен, субтропичен. Населението към 2005 г. е 76 300 души, като основният му поминък е отглеждането на ориз, чай, копринени буби и риболов. Най-големите селища и пристанища са градовете Арикава (на остров Накадори), Фукуе и Томие (на остров Фукуе).